# Carola Dombeck
Carola Dombeck (* 25. Juni 1960 in Merseburg) ist eine ehemalige deutsche Gerätturnerin. Ihr Heimatverein war der SC Chemie Halle.
Carola Dombeck siegte 1975 bei der DDR-Jugendmeisterschaft im Mehrkampf, am Stufenbarren und im Pferdsprung. Bei der DDR-Meisterschaft 1976 gewann sie den Wettbewerb im Pferdsprung und qualifizierte sich damit für die Olympiamannschaft. In Montreal bei den Olympischen Spielen 1976 belegte sie nach einer völlig misslungenen Übung am Schwebebalken den 33. Platz im Achtkampf und den dritten Platz mit der Mannschaft. In ihrer Spezialdisziplin gelang ihr der Einzug ins Finale. Mit einem "gebückten Überschlagsalto" (Handstütz-Sprungüberschlag mit Salto vorwärts gebückt) belegte sie im Pferdsprung-Finale punktgleich mit Ljudmila Turischtschewa den zweiten Platz hinter Nelli Kim. Für diesen Erfolg wurde sie mit dem Vaterländischen Verdienstorden in Bronze ausgezeichnet.
Carola Dombeck schloss eine Sportlehrerausbildung an der DHfK in Leipzig ab und arbeitete danach am Institut für Lehrerbildung in Halle.